# Cantone di Aigues-Mortes
Il Cantone di Aigues-Mortes è una divisione amministrativa dell'arrondissement di Nîmes.
A seguito della riforma approvata con decreto del 24 febbraio 2014, che ha avuto attuazione dopo le elezioni dipartimentali del 2015, è passato da 3 a 7 comuni.

## Composizione
I 3 comuni facenti parte prima della riforma del 2014 erano:
- Aigues-Mortes
- Le Grau-du-Roi
- Saint-Laurent-d'Aigouze

Dal 2015 i comuni appartenenti al cantone sono i seguenti 7:
- Aigues-Mortes
- Aimargues
- Aubais
- Le Cailar
- Gallargues-le-Montueux
- Le Grau-du-Roi
- Saint-Laurent-d'Aigouze